# 380 Fiducia
A 380 Fiducia (ideiglenes jelöléssel 1894 AR) a Naprendszer kisbolygóövében található aszteroida. Auguste Charlois fedezte fel 1894. január 8-án.